# Internet Explorer
Internet Explorer, prej imenovan Windows Internet Explorer in Microsoft Internet Explorer, je brezplačen spletni brskalnik, priložen sistemu Windows. Leta 1995 ga je razvilo podjetje Microsoft na osnovi Spyglass Mosaica (različici NCSA Mosaica).
Internet Explorer je bil na prelomu stoletja eden najbolj uporabljanih brskalnikov. Eden izmed razlogov za priljubljenost je, da je bil prednameščen in privzet od Windows 98 dalje. S tem je Microsoft osvojil tekmovanje med Internet Explorerjem in Netscape Navigatorjem, svojim do tistega časa močnejšim tekmecem. To je tudi razlog, zaradi katerega je bila družba Microsoft večkrat tožena zaradi monopola. Uporaba je dosegla vrh v letih 2002 in 2003, ko ga je uporabljalo okoli 95 % uporabnikov spleta, nato pa ga je hitro začel izpodrivati odprtokodni Mozilla Firefox, ki se je med uporabniki hitro razširil zaradi hitrejšega nalaganja strani ter manj varnostnih lukenj. Trenutno ima Internet Explorer okoli 9 % tržnega deleža.
Internet Explorer je 29. julija 2015 zamenjal nov brskalnik Microsoft Edge, ki je privzet v sistemu Windows 10.

## Zgodovina različic
- Različica 1.0 – avgust 1995
- Različica 2.0 – november 1995
- Različica 3.0 – avgust 1996
- Različica 4.0 – oktober 1997
- Različica 5.0 – marec 1999
- Različica 5.5 – julij  2000
- Različica 6.0 – oktober 2001
- Različica 7.0 – oktober 2006
- Različica 8.0 – marec 2009
- Različica 9.0 - marec 2011
- Različica 10.0 - oktober 2012
- Različica 11.0 - oktober 2013